# Kurt Liebmann
Kurt Liebmann (* 13. Mai 1897 in Dessau; † 12. August 1981 in Dresden) war ein deutscher Kunsthistoriker und Schriftsteller.

## Leben
Liebmann war der Sohn eines Justizamtmanns und wuchs ab 1907 in Dresden auf. Etwa um 1916 herum begann er zu schreiben – hymnische Lyrik in der Tradition des Expressionismus, die auch in der expressionistischen Zeitschrift Sturm abgedruckt wurde. Nach dem Abitur war er Soldat im Ersten Weltkrieg. In Rumänien wurde er schwer verwundet und lag daraufhin zwei Jahre lang im Lazarett. Er studierte Germanistik, Kunstgeschichte und Psychologie in Berlin und Halle. Aufgrund einer schweren Krankheit des Vaters und der einsetzenden Inflation musste er das Studium nach fünf Semestern abbrechen und sich als Bankbeamter den Lebensunterhalt verdienen. Er lebte 1927 bis 1935 als freier Schriftsteller in Wernigerode und Dresden. Infolge seines Ausschlusses aus der Reichsschrifttumskammer aufgrund der Nürnberger Rassengesetze wurde er, aller Publikationsmöglichkeiten beraubt, Buchhalter in einer Dessauer Stahlhochbau-Firma. Eine 1938 erteilte Erlaubnis, wieder schreiben zu dürfen, endete mit der Beschlagnahme seines unfertigen Buches über Nietzsche durch die Gestapo 1943.
Nach dem Zweiten Weltkrieg lebte er wieder in Dresden, war Sekretär des Kulturbundes und war maßgeblich am kulturellen Neuaufbau beteiligt. U. a. baute er im damaligen Bundesland Sachsen die Gewerkschaft Kunst und Schrifttum des FDGB mit auf. 1946 leitete er die große Kunstausstellung Sächsische Künstler in Dresden. Von 1950 bis 1952 arbeitete er als Kulturredakteur bei der Sächsischen Zeitung. Ab 1953 war er Dozent für Ästhetik an der Hochschule für Bildende Künste Dresden und der Hochschule für Musik Dresden, später freischaffender Schriftsteller. Er veröffentlichte nach dem Krieg keine Gedichte mehr, sondern kulturpolitische Schriften, Reden und einige Beiträge zur Kunstgeschichte.

## Darstellung Liebmanns in der bildenden Kunst
- Hans Steger: Porträt Kurt Liebmann (1965; Porträtbüste, Gips Skulpturensammlung Dresden, Inv. Nr. ASN 5775)[1]

## Werke
- 1921 Entwerden, Lyrik
- 1924 Schräg geöffnet, Lyrik
- 1925 Der feurige Mund, Lyrik
- 1927 Kosmische Rhythmen, Lyrik
- 1930 Der Seher, Lyrik
- 1935 "Der Malerdichter Otto Nebel"
- 1954 Wassili Iwanowitsch Surikow
- 1955 Adolph Menzel als Graphiker
- 1956 Der Maler und Grafiker Oskar Nerlinger. Ein Beitrag zur Kunst der Gegenwart
- 1959 Junge sozialistische Kunst
- 1968 Édouard Manet
- 1970 Velazquez
- 1972 Hans von Marées
- 1977 Das Beispiel Lessing. Verlag der Kunst, Dresden 1977 (Fundus-Reihe 50)
- 1991 Erlebtes Leben. Gedichte aus dem Nachlass

## Auszeichnungen
- 1967 Vaterländischer Verdienstorden in Bronze
- 1969 Johannes-R.-Becher-Medaille in Silber
- 1971 Martin-Andersen-Nexö-Kunstpreis der Stadt Dresden
- 1977 Johannes-R.-Becher-Medaille in Gold, Vaterländischer Verdienstorden in Silber